# Communauté rurale de Ndiayène Peindao
La communauté rurale de Ndiayène Peindao est une communauté rurale du Sénégal située au nord du pays. 
Elle fait partie de l'arrondissement de Thillé Boubacar, du département de Podor et de la région de Saint-Louis.